# Оллендорф
Оллендорф (нім. Ollendorf) — громада в Німеччині, розташована в землі Тюрингія. Входить до складу району Земмерда. Складова частина об'єднання громад Грамме-Ауе.
Площа — 9,15 км2. Населення становить 425 ос. (станом на 31 грудня 2021).